# Harry Langdon
Harry Langdon (Council Bluffs, 5 juni 1884 - 22 december 1944) was een Amerikaans acteur uit de tijd van de stomme film.

## Vaudeville en eerste films
Harry Philmore Langdon werd in 1884 geboren in  Council Bluffs, Iowa. Al in zijn tienerjaren had hij baantjes bij kermissen en braderieën. In 1906 probeerde hij samen met zijn vrouw Rose op te treden in de vaudeville. Stukje bij beetje verbeterde hij zijn act en in 1915 perfectioneerde hij zijn beste sketch, getiteld "Johnny's New Car,". De sketches gingen vaak decennialang mee omdat de artiesten door het hele land reisden en het publiek de artiest soms jaren niet zag. Langdon bedacht regelmatig variaties op de sketch die hij met veel succes bracht. In de tijd dat hij zijn sketch perfectioneerde kwam er ook een nieuw fenomeen op, de film. Zeer succesvol was de korte slapstickfilm die was gebaseerd op de vaudeville. Veel Amerikaanse en Britse vaudeville-artiesten maakten de overstap naar de film. Langdon begon zijn nieuwe carrière in 1923 bij Principal Pictures Corporation van Sol Lesser. Al snel kwam hij onder contract van de beroemde Keystone Studios van Mack Sennett.

## Een ster in Hollywood
Onder Sennett groeide Langdon uit tot een grote ster, een van de vier beroemdste komieken uit het zwijgende tijdperk van de film. Langdon ontwikkelde een personage dat was opgebouwd uit een kinderlijk figuurtje met wijd open gesperde ogen dat voortdurend met verbazing de wereld van de volwassenen bekijkt. Voor de vervolmaking van zijn rol putte Langdon uit zijn ervaring als mimespeler tijdens zijn vaudevillejaren. Zijn personage onderscheidde zich van de meeste andere komieken die voor Sennett werkten en die zich meer op de slapstick richtten. Dit had hij gemeen met Charlie Chaplin, Harold Lloyd en Buster Keaton die zich ook ontworstelden aan het typische gooi-en smijtwerk van Sennetts films. Regisseurs als Arthur Ripley en Frank Capra regisseerden Langdon in die jaren, waarin hij zijn beste films maakte, zoals The Strong Man (1926), Tramp, Tramp, Tramp (1926) en Long Pants (1927). Deze films werden door Langdon zelf geproduceerd voor zij eigen productiemaatschappij The Harry Langdon Corporation die werden gedistribueerd door First National. Al snel ontsloeg Langdon zijn vaste regisseur Frank Capra en deed hijzelf de regie zoals bij Three's a Crowd, The Chaser en Heart Trouble.

## Het einde van een carrière
Langdon was echter over zijn hoogtepunt heen. De door hemzelf geregisseerde films waren lang niet zo komisch als zijn eerdere werk en veel meer persoonlijk. Er bestaat discussie over de reden van het uitdoven van het succes van Langdon. Frank Capra beweerde dat Langdon niet in staat was te begrijpen wat zijn filmpersonage zo uniek en succesvol maakte, maar volgens William Schelly de biograaf van Langdon had de acteur het personage al tijdens zijn vaudevilletijd uitgewerkt. Volgens Schelly was Langdon veel minder op de hoogte van alle finesses van het regisseren, terwijl Capra dat wel was. Afgezien van deze discussie, was er nog een andere belangrijke oorzaak voor het verminderde succes. De komst van de geluidsfilm zorgde voor een heel andere aanpak van de regie terwijl ook de acteurs zich moesten aanpassen. De mimetalenten van Langdon bijvoorbeeld werden minder belangrijk en de humor kreeg nu ook een verbale equivalent. Net zoals de zwerver, het personage van Charlie Chaplin, was het typetje van Langdon als pratend personage veel minder leuk. Na een weinig succesvolle periode bij producent Hal Roach waar Langdon tussen 1929-1930 een aantal korte geluidsfilms maakte, sloeg Langdon andere wegen in. Hij schreef komediescripts voor onder andere Laurel & Hardy en was te zien in de hoofdrol van een aantal korte films bij Educational Pictures en Columbia Pictures. Het grote succes bleef echter uit en al snel zakte hij af naar low budgetproducties. Een hersenbloeding maakte op 22 december 1944 een einde aan zijn leven. Hij bleef tot het einde van zijn leven actief in de filmwereld en had een aantal weken voor zijn dood zijn laatste korte film Pistol Packin' Nitwits afgeleverd bij Columbia Pictures.

## Filmografie (gedeeltelijk)
- The Sky Scraper  (1923)
- A Tough Tenderfoot (1923)
- A Perfect Nuisance (1923)
- Picking Peaches (1924)
- Smile Please (1924)
- Shanghaied Lovers (1924)
- Scarem Much (1924)
- Flickering Youth (1924)
- The Cat's Meow (1924)
- His New Mamma (1924)
- The First Hundred Years (1924)
- The Lock o' the Foolish (1924)
- The Hansom Cabman (1924)
- All Night Long (1924)
- Feet of Mud (1924)
- The Sea Squawk (1925)
- Boos in the Woods (1925)
- His Marriage Wow (1925)
- Plain Clothes (1925)
- Remember When? (1925)
- Lucky Stars (1925)
- There He Goes (1925)
- Saturday Afternoon (1926)
- Tramp, Tramp, Tramp (1926)
- Soldier Man (1926)
- Ella Cinders (1926)
- The Strong Man (1926)
- Long Pants (1927)
- His First Flame (1927)
- Three's A Crowd (1927)
- Fiddlesticks (1927)
- The Chaser (1928)
- Heart Trouble (1928)
- Hotter Than Hot (1929)
- Sky Boy (1929)
- Skirt Shy (1929)
- The Head Guy (1930)
- The Fighting Parson (1930)
- The Big Kick (1930)
- The Shrimp (1930)
- The King (1930)
- A Soldier's Plaything (1930)
- See America Thirst (1930)
- The Big Flash (1932)
- Tired Feet (1933)
- Hallelujah, I'm a Bum (1933)
- The Hitchhiker (1933)
- Knight Duty (1933)